# Didi Constantini
Dietmar „Didi“ Constantini (* 30. Mai 1955 in Innsbruck; † 18. Dezember 2024) war ein österreichischer Fußballspieler und -trainer. Vom 4. März 2009 bis zum 13. September 2011 trainierte er die österreichische Nationalmannschaft.

## Karriere als Spieler
Constantini begann seine Karriere bei seinem Stammverein FC Wacker Innsbruck. Er wurde mit diesem Verein zweimal Meister. Nach einem Gastspiel in Linz absolvierte er seine erste und einzige Auslandsstation in Griechenland. Nach seiner Rückkehr nach Österreich spielte er noch kurze Zeit bei diversen Vereinen in der ersten und zweiten Spielklasse, bevor er seine Karriere beim Wiener Sport-Club ausklingen ließ.
Er absolvierte insgesamt 198 Spiele in der österreichischen Bundesliga und erzielte dabei sechs Tore.

## Karriere als Trainer
Seine ersten Erfahrungen als Trainer machte Constantini als Assistenztrainer in Österreich und bei Al-Ittihad in Saudi-Arabien. Er arbeitete hier zusammen mit Walter Skocik und Hans Krankl. 1991 wechselte er zum ÖFB und betreute dort das U-21-Nationalteam, er war gleichzeitig in Personalunion Co-Trainer des A-Nationalteamchefs Alfred Riedl. Nach dessen Entlassung war Constantini für drei Monate interimistisch österreichischer Nationalteamchef. Als Ernst Happel 1992 als neuer Teamchef bestellt wurde, zog sich Constantini wieder ins zweite Glied zurück. Die Zusammenarbeit Happel/Constantini wurde oft als Vater/Sohn-Beziehung dargestellt und Happel trat als Mentor von Constantini auf. Nach Happels Ableben betreute Constantini das Nationalteam wieder interimistisch; nachdem er allerdings bei der neuerlichen Teamchefbestellung übergangen worden war, trennten sich die Wege zwischen ihm und dem ÖFB.
Er begann eine Karriere als Bundesligatrainer. Vereine wie der LASK Linz, FC Admira Wacker Mödling und der FC Tirol Innsbruck waren in den nächsten vier Jahren seine Arbeitgeber. Danach betreute er für 8 Monate den 1. FSV Mainz 05 in der zweiten deutschen Bundesliga. Nach diesem Gastspiel begann er damit, jeden Sommer Fußballcamps für Kinder in Tirol zu veranstalten. Dieses finanziell lukrative Geschäft schränkte ihn aber in seiner Profi-Trainerkarriere sehr ein, da er für die Monate Juni bis August seine Camps veranstalten musste und somit keinem Verein zur Verfügung stehen konnte. Zudem wollte er seiner Familie, die in Tirol sesshaft war, einen Umzug ersparen und nur noch Kurzzeit-Engagements annehmen.
Constantini ging abermals als Co-Trainer zum ÖFB und blieb dort für zweieinhalb Jahre. Er galt wieder als Kandidat für den Teamchefposten ab 2002, nahm sich aber selbst aus dem Spiel, da er das Angebot annahm, FK Austria Wien für die Frühjahrssaison 2002 zu trainieren. Er startete mit dem Verein eine fulminante Aufholjagd vom unteren Tabellenbereich und führte die Mannschaft noch in die UEFA-Pokal-Plätze. Nach Abhaltung seiner Sommer-Jugendcamps nahm er im September 2002 den Posten des Sportdirektors bei Wüstenrot Salzburg an. Das Erstaunliche an diesem Engagement war, dass er zu Salzburg kam, als die Mannschaft am letzten Tabellenplatz stand. Mit Ende der Saison wurde sie Dritter. Als Constantini den Verein verließ, fand sich die Mannschaft bald wieder auf dem letzten Platz, obwohl Mannschaft und Trainer nahezu gleich geblieben war. Das restliche Jahr 2003 verbrachte er abermals mit seinen Sommercamps, ab September 2003 wurde er vom FC Kärnten engagiert. Offiziell als Sportdirektor geholt, verbrachte er einige Spiele auf der Betreuerbank und holte schließlich Peter Pacult als Trainer in den Verein. Ein Zerwürfnis mit ihm führte auch dazu, dass Constantini den Verein wieder verließ. Danach wurde es still. Er hatte zwar Angebote vom Grazer AK und von diversen Vereinen aus der Ersten Liga und der Schweiz, er lehnte diese allerdings ab.
Während seiner fußballlosen Zeit trat er an der Seite von Moderator Max Schmiedl als Analyst in der Fußballsendung Volltreffer auf ATVplus in Erscheinung und leitete weiterhin seine Nachwuchscamps für Kinder und Jugendliche.
Erst im März 2006 erschien er wieder im Trainergeschäft, als er den FC Superfund für drei Monate als Trainer übernahm. Wie bei ihm üblich unterzeichnete er keinen Vertrag und verhandelte auch nicht über ein Gehalt. Nachdem er auch diesen Verein in den UEFA-Pokal geführt hatte, bekam er das Angebot als Sportdirektor zu bleiben und von Tirol aus arbeiten zu können, lehnte dies jedoch ab, da er es als unfair empfand, nicht „vor Ort“ zu sein. Da der neue Superfund-Trainer überraschend im Oktober 2006 zurücktrat, übernahm Constantini den Verein wieder als Trainer und blieb bis Saisonende 2007, als der Verein seine Lizenz an den SK Austria Kärnten verkaufte.
Am 19. März 2008 wurde er als Interimstrainer für Austria Wien vorgestellt. Er betreute die Mannschaft bis Saisonende.

## Österreichischer Nationaltrainer
Am 4. März 2009 wurde Constantini zum neuen österreichischen Teamchef bestellt. Er folgte dem Tschechen Karel Brückner nach, der das ÖFB-Team nach sieben Monaten Dienstzeit und vier Bewerbsspielen wieder verlassen musste. Constantini, der bereits zweimal interimistisch die Nationalmannschaft geführt hatte, war in den Jahren davor immer wieder mit dieser Position in Verbindung gebracht worden. In den ausstehenden sechs Qualifikationsspielen für die Weltmeisterschaft 2010 sammelte das ÖFB-Team unter Constantinis Führung zehn Punkte. Als Drittplatzierter der Quali-Gruppe 7 und mit sieben Punkten Rückstand auf das zweitplatzierte Frankreich verpasste man die WM-Endrunde jedoch deutlich.
Der Vertrag des ÖFB mit Constantini wurde im September 2009 bis zur Europameisterschaft 2012 verlängert.
Constantini hatte als Favorit breiter Schichten des österreichischen Fußballpublikums sowie der Boulevardzeitungen gegolten. Im Lauf seiner Dienstzeit handelte er sich jedoch immer mehr Kritik vonseiten der Medienöffentlichkeit ein. Kontroversen mit international erfahrenen Teamspielern wie Martin Stranzl, Alexander Manninger und György Garics, die allesamt mit der Eliminierung bzw. dem Rücktritt der jeweiligen Spieler vom Nationalteam endeten, ließen Zweifel an Constantinis Führungsstil aufkommen. Auf Unverständnis stieß Constantini im Herbst 2009 auch mit seinen vielfältigen Begründungen, warum er den bei seinem Verein 1. FSV Mainz 05 spielenden ehemaligen Teamkapitän Andreas Ivanschitz nicht ins ÖFB-Team einberufen wolle.
Im ersten Jahr seiner Dienstzeit berief Constantini viele junge österreichische Spieler in die Nationalmannschaft. Manche Spieler, wie Aleksandar Dragović, Yasin Pehlivan, Julian Baumgartlinger oder Jakob Jantscher etablierten sich – wie auch bei ihren Vereinen – dauerhaft, während andere (Christopher Drazan, Christopher Trimmel) nur kurzfristig eine Rolle spielten. Auch diese Vorgehensweise wurde kritisiert.
Die österreichische Nationalmannschaft startete mit sieben Punkten aus den ersten drei Spielen in die Qualifikation für die Europameisterschaft 2012. Doch die Leistung des Teams und die Aufstellung des Teamchefs beim 2:0-Sieg gegen Kasachstan am 7. September 2010 löste Kritik an Constantini aus. Nach einem 4:4 in Belgien einen Monat später schien sein Posten zunächst bis auf weiteres gesichert. Im weiteren Verlauf jedoch wurde die EM-Qualifikation verpasst, sodass Constantinis bis Jahresende 2011 laufender Vertrag nicht verlängert wurde. Am 13. September 2011 trat Constantini mit sofortiger Wirkung als Nationaltrainer zurück.

## Stationen als Trainer und Sportdirektor
- Co-Trainer beim Wiener Sport-Club
- 1987–1989: Co-Trainer von Walter Skocik bei Al-Ittihad (Saudi-Arabien)
- Juni 1989 – Mai 1991: Co-Trainer von Hans Krankl bei SK Rapid Wien
- Juni 1991 – Sommer 1992: Betreuer des Olympia/U-21-Teams und Assistent von ÖFB-Teamchef Alfred Riedl
- Oktober–November 1991: interimistischer ÖFB-Teamchef
- Jänner–November 1992: Co-Trainer von ÖFB-Teamchef Ernst Happel
- November 1992: interimistischer ÖFB-Teamchef (0:0 in Deutschland)
- Frühjahr 1993: Trainer beim Linzer ASK
- 1993/94 und 1994/95: Trainer bei Admira Wacker
- 1995/96 und 1996/97: Trainer beim FC Tirol Innsbruck
- September 1997 – April 1998: Trainer beim deutschen Zweitligisten 1. FSV Mainz 05
- April 1999 – November 2001: Assistent von ÖFB-Teamchef Otto Barić
- 22. Dezember 2001 – 9. Mai 2002: Trainer FK Austria Wien
- 26. September 2002 – 24. Juni 2003: Sportdirektor bei SV Austria Salzburg
- Herbst 2003: Sportdirektor und Trainer beim FC Kärnten, mit Ende der Herbstsaison zurückgetreten
- 7. März 2006 – 30. Juni 2006: Trainer des FC Superfund
- 25. Oktober 2006 – 30. Juni 2007: Trainer des FC Superfund bis zum Verkauf der Bundesligalizenz vom FC Superfund im Juni 2007 nach Kärnten
- 19. März 2008 – 30. Juni 2008: Trainer FK Austria Wien
- 4. März 2009 – 13. September 2011: ÖFB-Teamchef

## ÖFB-Länderspiele unter Teamchef Didi Constantini
Legende
- H = Heimspiel
- A = Auswärtsspiel
- grüne Hintergrundfarbe = Sieg Österreichs
- gelbe Hintergrundfarbe = Unentschieden
- rote Hintergrundfarbe = Niederlage

### Erste Amtsperiode von Teamchef Didi Constantini
| Spiele | Siege | Remis | Niederlagen | Tore | TD |
| ------ | ----- | ----- | ----------- | ---- | -- |
| 2      | 0     | 0     | 2           | 1:4  | −3 |

| Nr. | Datum      | Ergebnis | Gegner      |   | Austragungsort | Anlass                | Bemerkung |
| --- | ---------- | -------- | ----------- | - | -------------- | --------------------- | --- |
| 531 | 16.10.1991 | 1:2      | Nordirland  | A | Belfast (NIR)  | EM 1992-Qualifikation | Erstes Länderspiel unter Interimstrainer Didi Constantini                                                                                                 |
| 532 | 13.11.1991 | 0:2      | Jugoslawien | H | Wien           | EM 1992-Qualifikation | Letztes Länderspiel gegen Jugoslawien Letztes Länderspiel unter Interimstrainer Didi Constantini Österreich verpasst als Gruppenvierter den Sprung zur EM |

### Zweite Amtsperiode von Teamchef Didi Constantini
| Spiele | Siege | Remis | Niederlagen | Tore | TD |
| ------ | ----- | ----- | ----------- | ---- | -- |
| 1      | 0     | 1     | 0           | 0:0  | ±0 |

| Nr. | Datum      | Ergebnis | Gegner      |   | Austragungsort | Anlass | Bemerkung                                          |
| --- | ---------- | -------- | ----------- | - | -------------- | ------ | -------------------------------------------------- |
| 542 | 18.11.1992 | 0:0      | Deutschland | A | Nürnberg (GER) |        | Länderspiel unter Interimstrainer Didi Constantini |

### Dritte Amtsperiode von Teamchef Didi Constantini
| Spiele | Siege | Remis | Niederlagen | Tore  | TD  |
| ------ | ----- | ----- | ----------- | ----- | --- |
| 23     | 7     | 3     | 13          | 30:42 | −12 |

| Nr. | Datum      | Ergebnis | Gegner        |   | Austragungsort      | Anlass                | Bemerkung                                                                    |
| --- | ---------- | -------- | ------------- | - | ------------------- | --------------------- | ---------------------------------------------------------------------------- |
| 683 | 01.04.2009 | 2:1      | Rumänien      | H | Klagenfurt          | WM 2010-Qualifikation | Erster Länderspielsieg unter Didi Constantini                                |
| 684 | 06.06.2009 | 0:1      | Serbien       | A | Belgrad (SRB)       | WM 2010-Qualifikation |                                                                              |
| 685 | 12.08.2009 | 0:2      | Kamerun       | H | Klagenfurt          |                       |                                                                              |
| 686 | 05.09.2009 | 3:1      | Färöer        | H | Graz                | WM 2010-Qualifikation | 100. WM-Qualifikationsspiel                                                  |
| 687 | 09.09.2009 | 1:1      | Rumänien      | A | Bukarest (ROU)      | WM 2010-Qualifikation |                                                                              |
| 688 | 10.10.2009 | 2:1      | Litauen       | H | Innsbruck           | WM 2010-Qualifikation |                                                                              |
| 689 | 14.10.2009 | 1:3      | Frankreich    | A | Saint-Denis (FRA)   | WM 2010-Qualifikation | Österreich verpasst als Gruppendritter die WM-Qualifikation                  |
| 690 | 18.11.2009 | 1:5      | Spanien       | H | Wien                |                       |                                                                              |
| 691 | 03.03.2010 | 2:1      | Dänemark      | H | Wien                |                       |                                                                              |
| 692 | 19.05.2010 | 0:1      | Kroatien      | H | Klagenfurt          |                       |                                                                              |
| 693 | 11.08.2010 | 0:1      | Schweiz       | H | Klagenfurt          |                       |                                                                              |
| 694 | 07.09.2010 | 2:0      | Kasachstan    | H | Wals-Siezenheim     | EM 2012-Qualifikation | Erstes Länderspiel gegen Kasachstan Erstes Länderspiel in der Red Bull Arena |
| 695 | 08.10.2010 | 3:0      | Aserbaidschan | H | Wien                | EM 2012-Qualifikation |                                                                              |
| 696 | 12.10.2010 | 4:4      | Belgien       | A | Brüssel (BEL)       | EM 2012-Qualifikation |                                                                              |
| 697 | 17.11.2010 | 1:2      | Griechenland  | H | Wien                |                       |                                                                              |
| 698 | 09.02.2011 | 1:3      | Niederlande   | A | Eindhoven (NED)     |                       |                                                                              |
| 699 | 25.03.2011 | 0:2      | Belgien       | H | Wien                | EM 2012-Qualifikation |                                                                              |
| 700 | 29.03.2011 | 0:2      | Türkei        | A | Istanbul (TUR)      | EM 2012-Qualifikation |                                                                              |
| 701 | 03.06.2011 | 1:2      | Deutschland   | H | Wien                | EM 2012-Qualifikation |                                                                              |
| 702 | 07.06.2011 | 3:1      | Lettland      | H | Graz                |                       |                                                                              |
| 703 | 10.08.2011 | 1:2      | Slowakei      | H | Klagenfurt          |                       |                                                                              |
| 704 | 02.09.2011 | 2:6      | Deutschland   | A | Gelsenkirchen (GER) | EM 2012-Qualifikation |                                                                              |
| 705 | 06.09.2011 | 0:0      | Türkei        | H | Wien                | EM 2012-Qualifikation | Letztes Länderspiel unter Didi Constantini                                   |

## Ehrungen und Auszeichnungen
- 2011: Sportehrenzeichen der Stadt Innsbruck[15][16]
- 2021: Verdienstkreuz der Stadt Innsbruck[15][16]

## Persönliches
Am 4. Juni 2019 wurde Constantini bei einem selbst verschuldeten Geisterfahrerunfall auf der Brennerautobahn leicht verletzt. Nachdem er eine Ausfahrt verpasst hatte, wollte er direkt auf der Autobahn wenden und fuhr frontal gegen einen entgegenkommenden Kastenwagen, dessen Fahrer ebenfalls leicht verletzt wurde. Wenige Monate später gab Constantini seine Demenzerkrankung, die auch Auslöser für den Unfall gewesen sein soll, öffentlich bekannt. Danach gab er nur noch selten Interviews und verbrachte die letzten Lebensjahre im Kreise seiner Familie, zuletzt in einem Pflegeheim.
Constantini war verheiratet und hatte zwei Töchter. Die ältere, eine Psychologin, veröffentlichte im Jahr 2020 das Buch Abseits. Aus der Sicht einer Tochter, das aus ihrer Sicht über die Demenzerkrankung ihres Vaters geschrieben wurde. 2023 brachte sie das Buch Abseits 2. Von Lern- und Verlernerfahrungen heraus.
In der Nacht von 17. auf 18. Dezember 2024 starb Constantini im Alter von 69 Jahren.